# Der Teppich des Grauens (Film)
Der Teppich des Grauens ist ein deutsch-spanisch-italienischer Kriminalfilm von Harald Reinl aus dem Jahr 1962. Er wurde von der International Germania Film produziert. Der Film ist eine Verfilmung des gleichnamigen Romans von Louis Weinert-Wilton.

## Handlung
Von Indien bis London reicht eine Kette von Verbrechen, die Gangster im Auftrage von Diamantenhändlern begehen. So stirbt in England Robert G., ein Agent des Geheimdienstes, an einem indischen Gift. Ann Learner findet ihren Onkel, einen Dechiffrierexperten, auf dieselbe Art getötet vor. Der Geheimagent Harry Raffold macht sich mit Ann daran, die rätselhaften Vorgänge aufzuklären. Beide sind von nun an ständig in Lebensgefahr. Mithilfe eines Kollegen von Harry, der sich erst gegen Ende des Films als solcher zu erkennen gibt, können sie die Inhaberin einer Pension, in der Harry abgestiegen ist, als Kopf der Verbrecherbande entlarven.

## Kritiken
„Nach älterer Manier mit vielen Verdächtigen und überraschender Lösung ersonnene Handlung, die nicht ohne Wiederholungen inszeniert [wurde].“

„Ein Kriminalfilm der Dutzendware.“

„Handelsüblicher Krimi, der die hanebüchene Motivationskette mit Zeitbomben, Entführungen, Geheimdokumenten und Juwelen zähflüssig verlängert. Voll mit schablonenhaft gefertigtem Nervenkitzel, aber ohne jede innere Spannung.“

## Bemerkungen
Der italienische Titel des Films ist Il terrore di notte.